# Chiesa di San Pio V (Cattolica)
La chiesa di San Pio V è la parrocchiale di Cattolica, in provincia e diocesi di Rimini; fa parte del vicariato del Litorale Sud.

## Storia

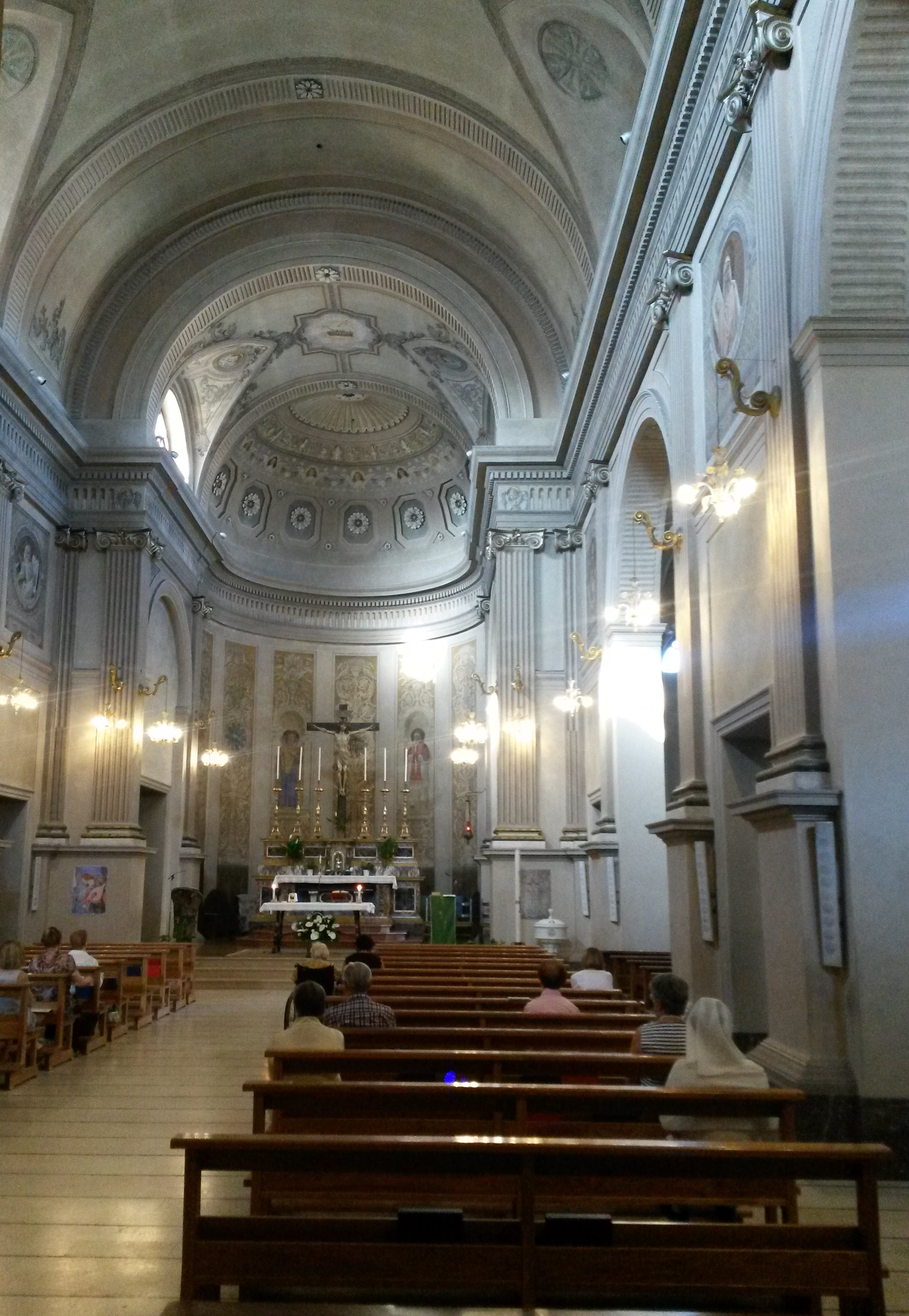
Interno

L'edificio fu realizzato a seguito dello sviluppo della comunità residente nell'abitato di Cattolica e delle conseguenti opere di rinnovamento urbano che nella prima metà del XIX secolo avevano comportato la costruzione di un nuovo tratto stradale che aggirava la via Flaminia, l'unico asse stradale che attraversava il centro cittadino. La confluenza tra i due assi stradali aveva comportato la creazione di una nuova vasta piazza nel paese, alternativa a quella più angusta costituita dallo spazio fronteggiante l'unica chiesa cittadina, di origine medievale, dedicata a Sant'Apollinare.
Fu pertanto decisa l'edificazione nella nuova piazza di una nuova chiesa, interamente finanziata da Papa Pio IX, colpito dalla religiosità dimostrata dagli abitanti. 
Il progetto fu eseguito dal riminese Filippo Morolli e dal verucchiese Antonio Tondini secondo gli stilemi del neoclassicismo.
La costruzione iniziò nel 1858 e si protrasse fino al 1869, rallentata da problemi economici e dalla contemporaneo conflitto tra Savoia e Stato pontificio che portò Cattolica a far parte del Regno d'Italia nel 1861. La chiesa fu inaugurata nel 1870 e dedicata a San Pio V, che diverrà poi patrono del Comune di Cattolica, una volta ottenuta l'autonomia da San Giovanni in Marignano.
Il campanile fu costruito quasi un secolo dopo, tra il 1950 ed il 1951, grazie alle offerte dei fedeli: alto 52 metri, fu progettato in stile romanico-padano dall'ingegnere Eligio degli Angeli, che si ispirò a quello dell'Abbazia di San Mercuriale di Forlì
nel 1951 la Fonderia "Angelo Bianchi e figli" di Varesefornì un concerto di 4 campane in Mib3. Nel 1993 la fonderia "Paolo Capanni" di Castelnovo ne'Monti provvide alla rifusione della campana maggiore, a seguito di una crepa della precedente.  
La chiesa è stata oggetto di importanti restauri, sia esterni che interni, nel 2001: in particolare la facciata, che era stata rimodernata negli anni cinquanta con un rivestimento di piastrelle ceramiche trasformando le due lunette laterali della facciata in grandi vetrate circolari, è stata riportata alla originale configurazione ottocentesca.

## Descrizione
La chiesa è a tre navate, di impianto neoclassico, ed era in origine definita "disadorna e austera" in quanto priva di ogni opera pittorico. L'apparato decorativo ed iconografico interno, come lo si vede tutt'oggi, è frutto degli interventi eseguiti nel 1928 e di nuovo negli anni quaranta ad opera di Fortunato Teodorani.
All'interno della chiesa vi è un grande quadro avente a soggetto il papa Pio V mentre addita sullo sfondo la battaglia di Lepanto, epocale vittoria navale cristiana sull'Impero ottomano, che ebbe luogo durante il suo pontificato: il quadro, all'atto della edificazione della chiesa, era posto sopra all'altare e solo in seguito è stato spostato su un muro perimetrale nella navata sinistra; anch'esso è stato oggetto di restauro nel 2001 assieme alle decorazioni interne.